# Brittas Bay

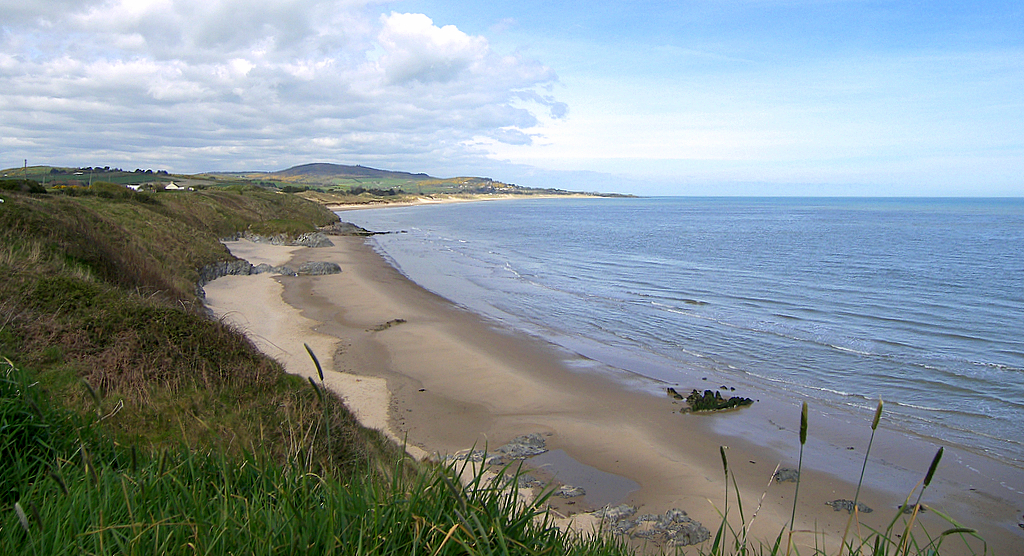
Olhando para o norte sobre Brittas bay

Brittas Bay (Cuan an Bhriotáis em irlandês) no Condado de Wicklow, Irlanda é um trecho de 4 km de praia na costa do Mar da Irlanda. O acesso à praia se dá pela estrada regional R750, a qual corre paralelamente à praia, separada desta por extensas áreas de dunas. A praia e suas dunas são muito populares, visto estar próximas de Dublin e desde a década de 1950 são muito freqüentadas pelos residentes da capital durante o verão.
Algumas cenas do filme The Count of Monte Cristo com Jim Caviezel, foram filmadas ali.